# Combat de Nazareth
Combat de Nazareth est un tableau, peint par Antoine-Jean Gros (1771-1835) en 1801, qui représente le général Junot qui met en déroute l'armée turque lors de la campagne d'Égypte.

## Contexte
En 1800, presque deux ans après la victoire des troupes françaises près du village de Nazareth, le 8 avril 1799, un jury dans lequel se trouvait Jean-Andoche Junot, général à la tête de l'armée engagée dans ce combat, a attribué la réalisation d'une œuvre commémorant l'événement à Antoine-Jean Gros, alors en compétition avec Philippe-Auguste Hennequin, Nicolas Antoine Taunay et Armand-Charles Caraffe. Une esquisse fut présentée au Salon de 1801. Ce tableau devait avoir des dimensions considérables ; Gros allait passer à l'exécution après avoir réalisé l'esquisse lorsque le premier consul Napoléon Bonaparte le fit considérablement réduire (la dimension prévue pour l'œuvre définitive était de 8 m de longueur), voulant éviter une trop grande publicité au héros du combat, Junot étant franchement républicain. Sur la toile inutilisée, Gros peignit Bonaparte visitant les pestiférés de Jaffa, terminé en 1804.

## Description
Le tableau est organisé autour des éléments imposés. Junot, un peu sur la gauche de profil, est représenté monté sur son cheval blanc, tuant un mamelouk d'un coup de pistolet sur la tête et, avec son sabre, blessant un autre Turc, tandis que le fils de l'ancien pacha d'Acre est à ses pieds. Deux chefs de brigade méritants, distingués par Bonaparte à l'issue de la bataille sont également figurés. Devant Junot, le chef de brigade Paul Desnoyers est représenté « monté sur un cheval bai normand », et le futur général Duvivier, « monté sur un cheval noir », chargeant à la tête de ses dragons en haut à droite de la toile.
Des soldats reçoivent à la baïonnette la charge fougueuse d'un cavalier turc, qui s'élance sur eux au galop, les bras croisés, avec une résignation toute fataliste.
En toile de fond, on distingue le Mont Thabor et le village de Cana.

## Analyse
Le Combat de Nazareth est un des rares tableaux de bataille qui rendent tout le mouvement et toute la fougue de l'action. On y voit la chaleur de la bataille, avec ces couleurs jaunes. Il y a des effets de réalisme (les soldats regardent en dehors de la toile, en opposition au néoclassicisme).
Les soldats sont à la même échelle que le général, il y a là une absence de centre, un certain désordre dans cette bataille.
Au centre, un Français et un Turc s'arrachent un étendard, leurs chevaux abattus n'ont pas encore eu le temps de se relever.
Le côté gauche de la toile est occupé par un petit groupe de soldats isolés, entourés de cadavres et qui se défendent héroïquement contre une nuée de cavaliers ennemis. Tous ces groupes sont liés par l'habile disposition des grandes lignes de la composition, par l'harmonie d'un coloris vrai et soutenu. L'exactitude des dispositions stratégiques et de la topographie, la vérité des portraits, des costumes, de cette lumière d'Orient, qui baigne toute la toile, obscurcie çà et là de nuages de poudre, font de ce tableau une des plus belles pages d'histoire.
Gros peint dans ce tableau la violence des combats en désaccord avec son maître Jacques-Louis David. Il y a un intérêt pour les détails horribles. Là où David représentait un Jean-Paul Marat déjà mort dans son tableau La Mort de Marat, Gros peint par exemple un homme qui transperce de son épée un mamelouk. La forte présence de couleur rouge renforce cette sensation de violence, de sang dans ce tableau.
Tous ces nouveaux motifs, ces nouvelles méthodes de travail montrent que ce tableau est en opposition au néoclassicisme et annoncent le romantisme en peinture.

## Parcours de l'œuvre
Bien que n'étant qu'une esquisse, l'œuvre suscite l'admiration d'Eugène Delacroix et Théodore Géricault, qui en réalise même une copie. Acquise par un particulier, la toile peinte par Gros aboutit en 1854 dans les collections du musée d'Arts de Nantes.